# رالف ساندر
رالف ساندر (بالألمانية: Ralf Sander)‏ هو نحات ألماني، ولد في 15 ديسمبر 1963 في برلين في ألمانيا.